# Cantonul Chaumont-Sud
Cantonul Chaumont-Sud este un canton din arondismentul Chaumont, departamentul Haute-Marne, regiunea Champagne-Ardenne, Franța.

## Comune
- Buxières-lès-Villiers
- Chaumont (parțial, reședință)
- Foulain
- Luzy-sur-Marne
- Neuilly-sur-Suize
- Semoutiers-Montsaon
- Verbiesles
- Villiers-le-Sec